# مرجع نموذج عمليات سلسلة التوريد

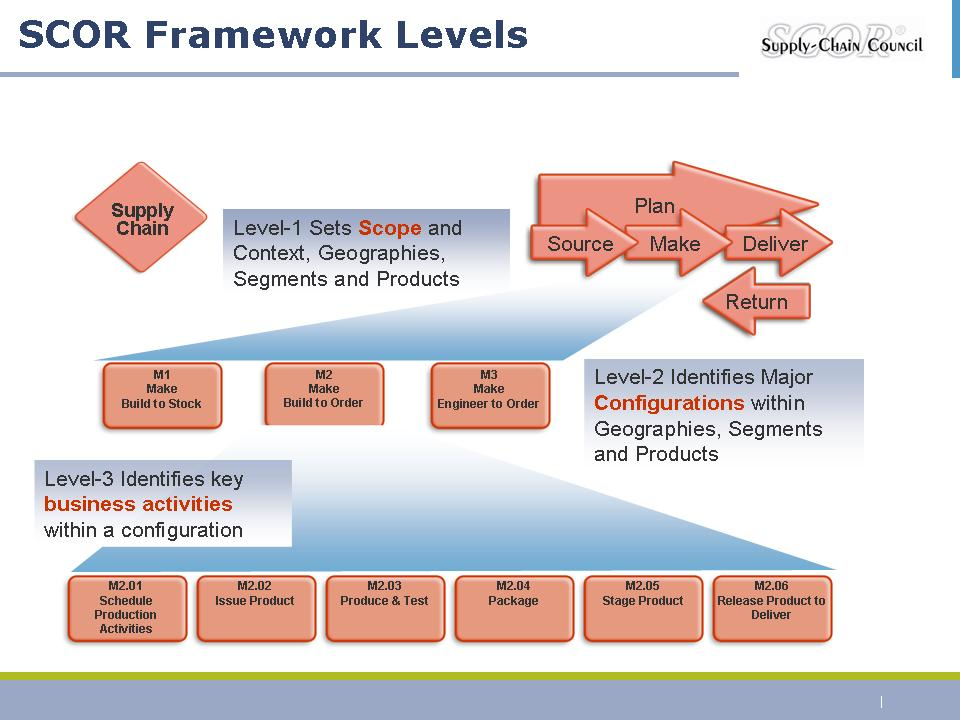
إطار عملية SCOR

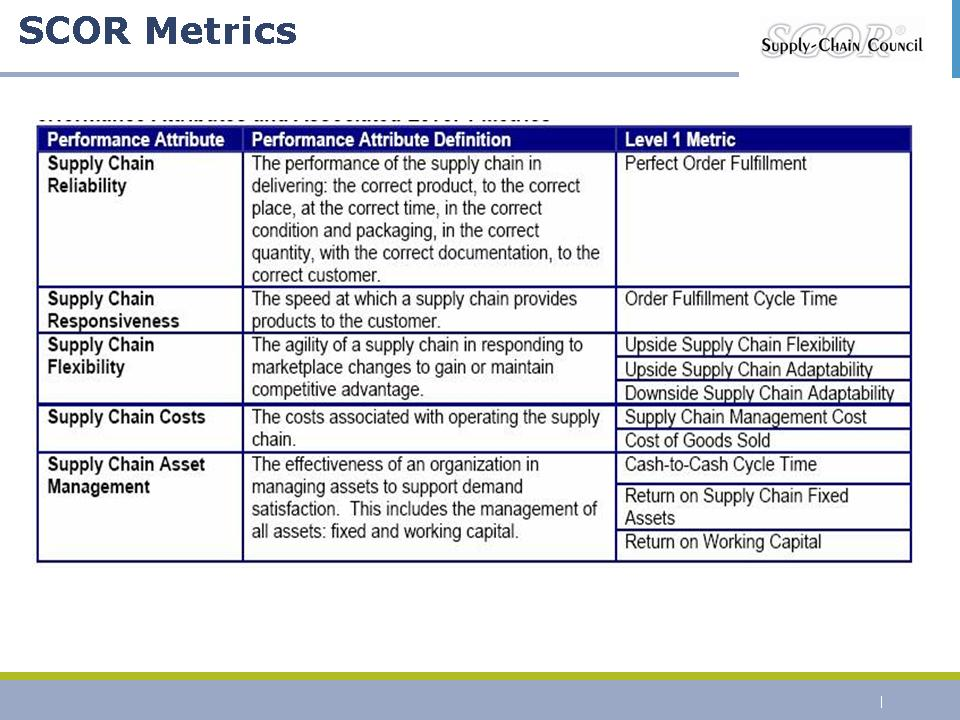
سمات أداء SCOR ومقاييس المستوى 1

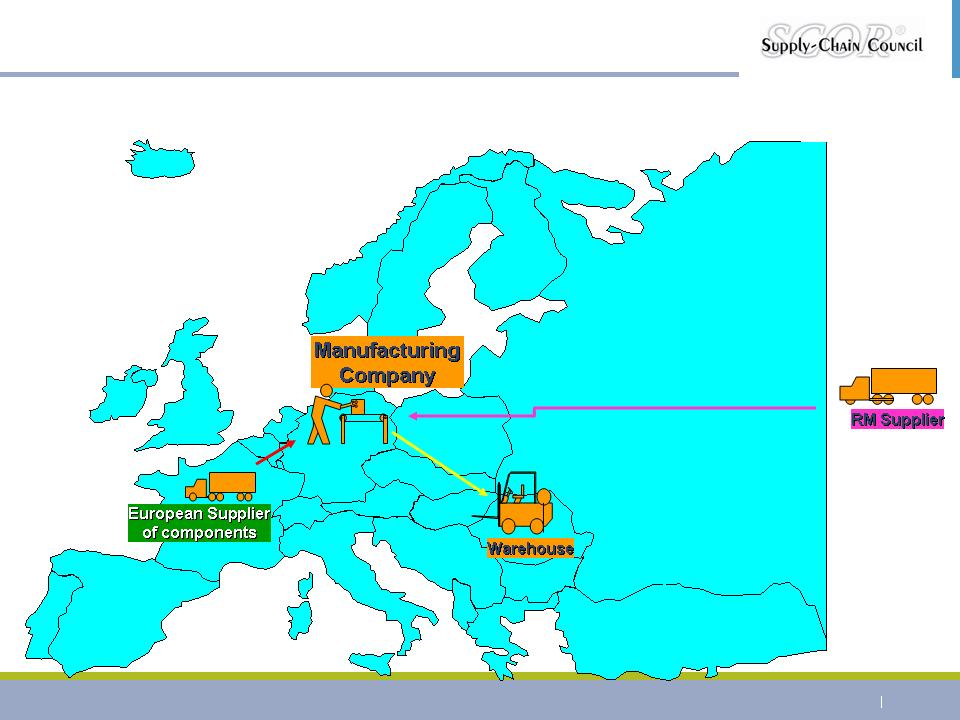
مثال على سلسلة التوريد

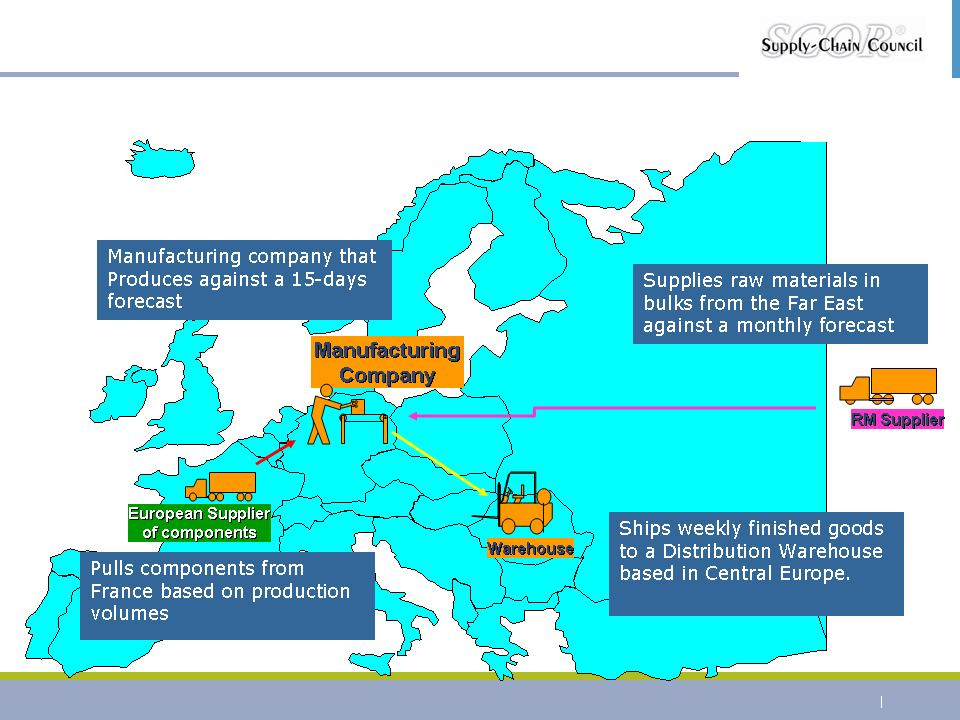
بعض الأوصاف الإضافية لسلسلة التوريد

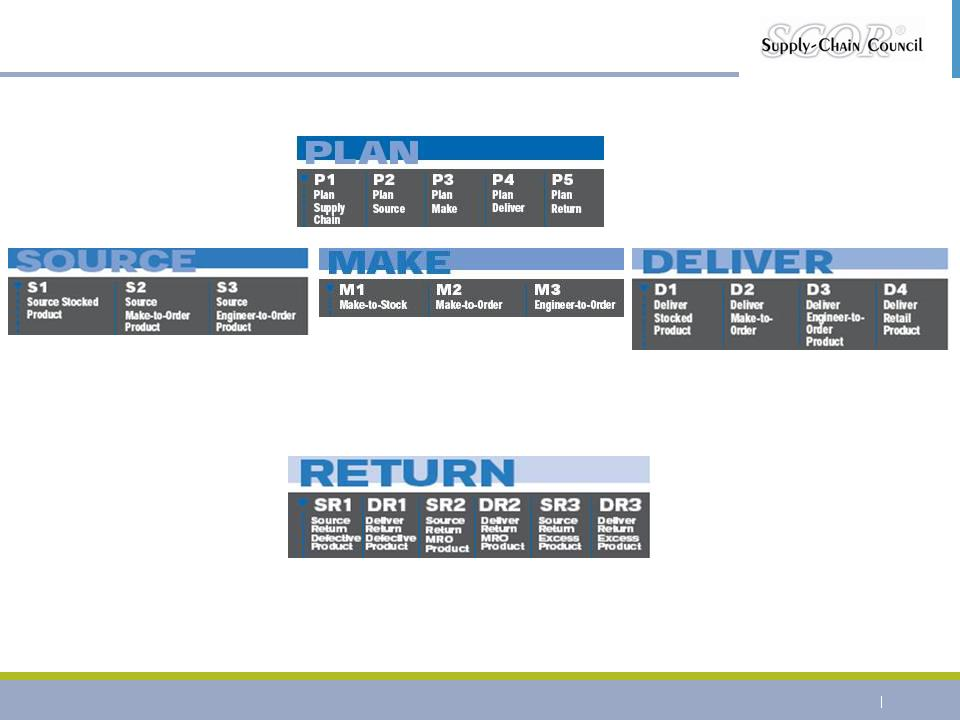
تعليق من SCOR 8.0

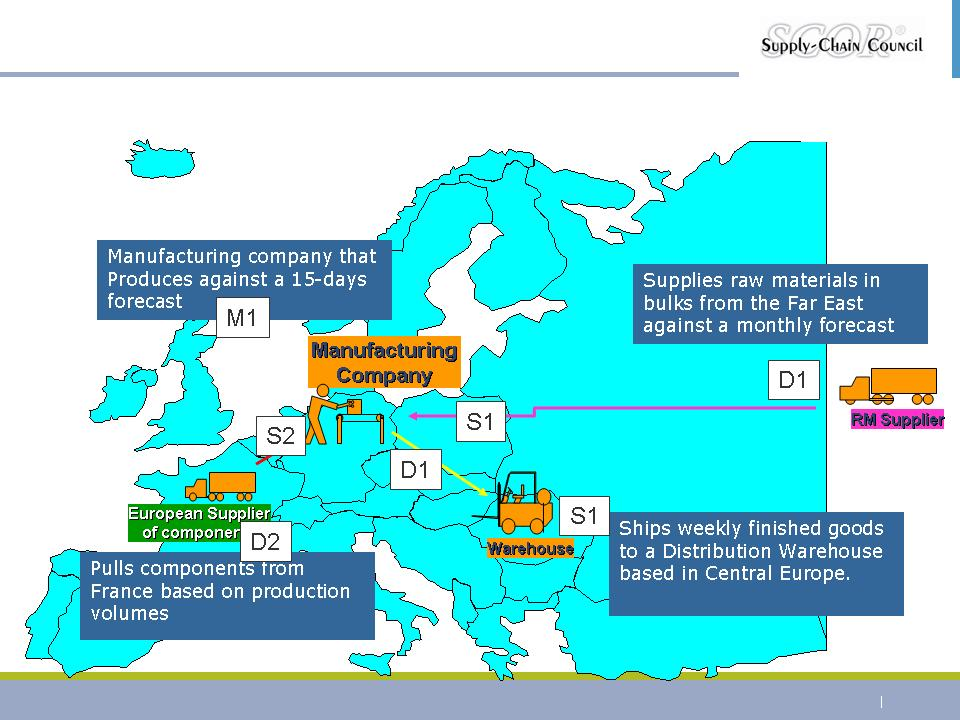
تعيينات مكتملة لعمليات سلسلة التوريد مع SCOR

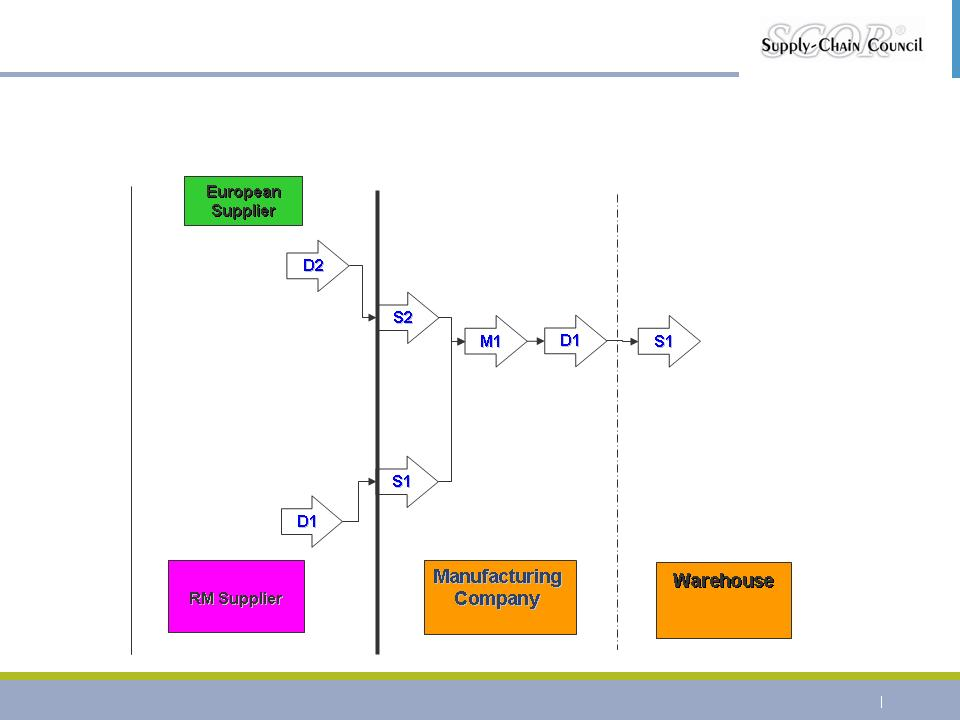
مخطط SCOR الموضوع

يعد مرجع نموذج عمليات سلسلة التوريد ( سكور ) نموذجًا مرجعيًا للعمليات تم تطويره واعتماده من قِبل مجلس سلسلة التوريد باعتباره أداة تشخيص قياسية شاملة لإدارة سلسلة التوريد. يصف نموذج SCOR أنشطة الأعمال المرتبطة بتلبية طلب العميل، والتي تشمل الخطة، المصدر، الإنتاج، التسليم، العودة والتمكين. يتضمن استخدام النموذج تحليل الحالة الحالية لعمليات وأهداف الشركة، وتحديد الأداء التشغيلي، ومقارنة أداء الشركة بالبيانات المرجعية. طورت SCOR مجموعة من المقاييس لأداء سلسلة التوريد، وشكل أعضاء مجلس سلسلة التوريد مجموعات صناعية لجمع معلومات أفضل الممارسات التي يمكن للشركات استخدامها لرفع نماذج سلسلة التوريد الخاصة بهم.
يمكّن هذا النموذج المرجعي المستخدمين من معالجة ممارسات إدارة سلسلة التوريد وتحسينها وإبلاغها داخل وبين جميع الأطراف المعنية في المؤسسة الموسعة .
تم تطوير SCOR في عام 1996  بواسطة شركة الاستشارات الإدارية، وأيدها مجلس سلسلة التوريد (SCC) ، وهو الآن جزء من أبيكس ، باعتبارها الاستراتيجية المعيارية للقطاع الواقعي، وإدارة الأداء، وأداة تشخيص عملية التحسين لإدارة سلسلة التوريد .